# Малая крестогрудая черепаха
Малая крестогрудая черепаха (Staurotypus salvinii) — вид иловых черепах.
Карапакс длиной 20—25 см. Малая крестогрудая черепаха населяет пресные водоёмы южной Мексики, южной Гватемалы и Сальвадора.